# Dogs (groupe)
Pour les articles homonymes, voir Dogs.
Les Dogs est un groupe de rock français, originaire de Rouen, en Normandie. Le groupe chante principalement en anglais et parfois en français. Le groupe se sépare en 2002 après la mort du chanteur Dominique Laboubée.

## Biographie
Le groupe est formé en 1973 à Rouen, en Normandie et comprend Dominique Laboubée (chant, guitare), Paul Peschenaert (guitare), François Camuzeaux (basse), et Michel Gross (batterie). Il se nomme ainsi en référence aux nombreux titres de chansons qu'il aimait comportant le mot « dog ». Tout en reprenant des titres des Flamin’ Groovies, Kinks, du Velvet Underground,, il commence vite à écrire ses propres compositions personnelles en anglais. Les premiers concerts ont lieu au casino de Saint-Valery-en-Caux, et divers lieux de la côte normande.
En 1974, les Dogs passent au Golf Drouot à Paris, où leur participation est relativement mouvementée. À cette occasion, Philippe Manœuvre écrit avec enthousiasme le premier article élogieux dans le magazine musical Rock & Folk no 95 sur ce concert. D'autres concerts ont lieu en première partie de Little Bob Story, alors autre illustre représentant de la scène rock haute-normande.

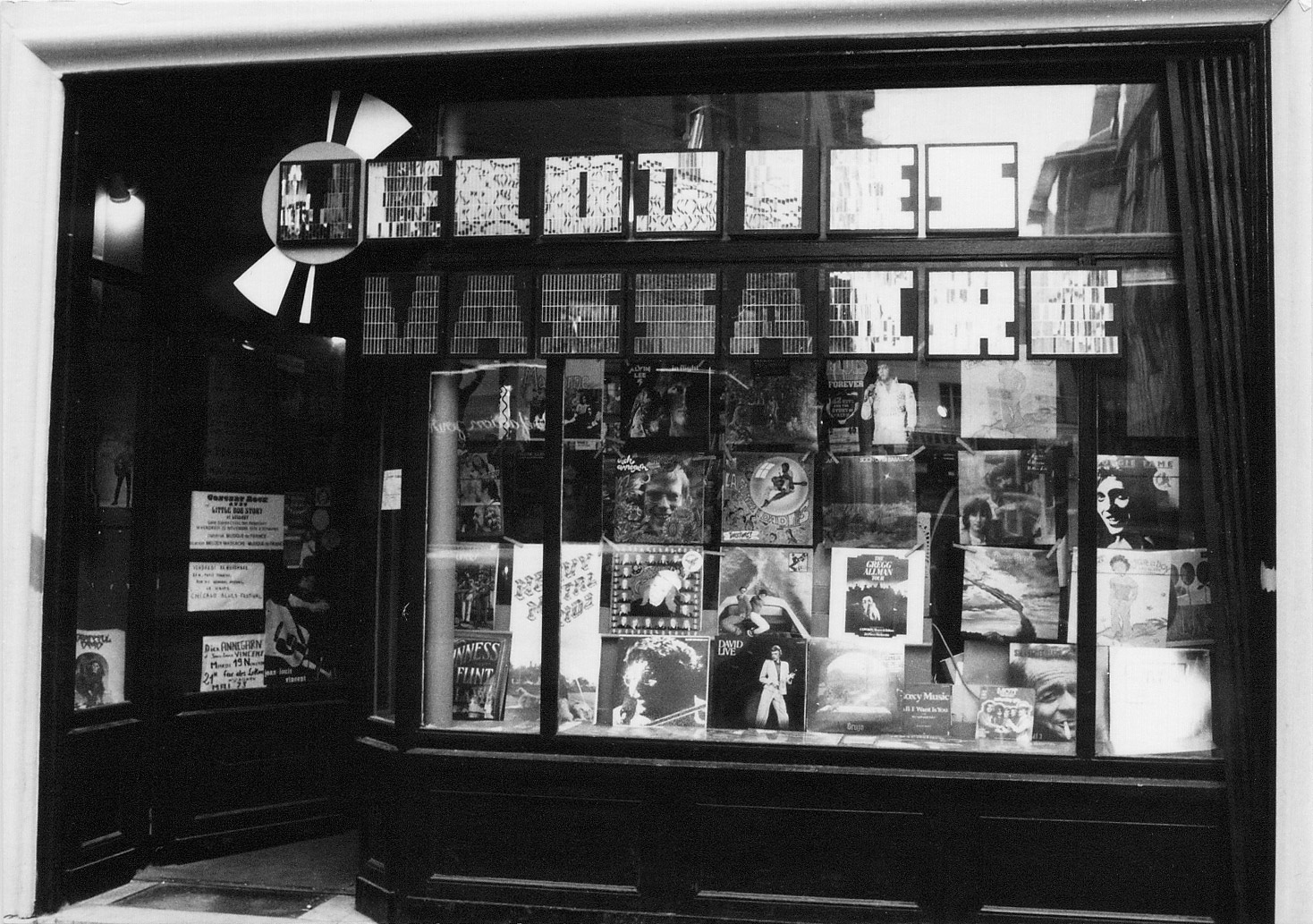
Vitrine du disquaire Mélodies Massacre à Rouen circa 1974

En juin 1977, ils enregistrent leur premier 45-tours (3 titres) avec Charlie was a Good Boy, No Way, Nineteen sur le label rouennais Mélodies Massacre (disquaire à Rouen). Suit un Maxi 45 tours du même label 1978 contenant 5 titres, nommé Go Where You Want to Go, avec Teenage Fever, Go Where You Want to Go, Here Come My Baby, My Life, et You're Gonna Loose Me.
En 1981 Tony Truant rejoint le groupe comme deuxième guitariste, il y reste onze ans.
Pendant les années suivantes, les Dogs se produisent essentiellement en France, en Europe et au Japon, et réalisent une dizaine d'albums studio. Ils se situent résolument hors-mode pendant toutes ces années, composant un rock and roll sans concessions chanté en anglais. Dominique Laboubée effectuera  également diverses collaborations (entre autres sur l'album de Louise Féron), productions et écriture pour d'autres artistes (Cesium, Tony Truant, Chainsaw…).
En 2001 sort un enregistrement public, Short, Fast and Tight. Leurs ventes de disques sont toujours restées moyennes en France, mais leur réputation et leur influence sur la scène rock française fut très importante, revendiquée par Les Thugs, par exemple. 
Le 25 septembre 2002, Dominique Laboubée s'écroule sur scène lors d'une tournée aux États-Unis à Worcester dans le Massachusetts, et meurt deux semaines plus tard à l'age de 45 ans. Le groupe se sépare dans la foulée.

## Postérité
En 2005, tout en poursuivant sa carrière solo, le guitariste Tony Truant rejoint les Wampas. En 2006 paraît un recueil de vingt-deux nouvelles Stories of The Dogs - Histoires pour Dominique, hommage à Dominique Laboubée et aux Dogs à travers nouvelles et récits inspirés par leur répertoire et écrits par des auteurs de polar (éditions Krakoen). Parallèlement, un double CD de quarante-huit reprises du répertoire des Dogs complète cet hommage Stories of the Dogs - Songs for Dominique, distribué par le label PIAS.
Depuis le 12 juillet 2007, la place de la rue Massacre à Rouen, située devant l'ancien disquaire Mélodies Massacre porte le nom de « place Dominique-Laboubée, auteur-compositeur, 1957-2002 ». Cette place s'orne à présent d'un portrait de Dominique Laboubée réalisé par le pochoiriste Jef_Aérosol.
En 2016, Philippe Manœuvre retrouve des cassettes dans un tiroir sur lesquelles sont enregistrées des répétitions des Dogs rue du Retrait à Paris, celles les préparant à leur concert au Golf-Drouot, en 1974. Un disque vinyle Rehearsals 1974 est sorti à 600 exemplaires sur le label Mémoire neuve.

## Discographie

### EP
- 1977 : No Way / Nineteen / Charlie Was a Good Boy (Mélodies Massacre, 500 ex.)
- 1978 : Teenage Fever / Go Where You Wanna Go // Here Comes My Baby / My Life / You're Gonna Lose Me (Mélodies Massacre)

### Singles
- 1979 : Sally's Eyes / Words (Philips)
- 1980 : Cette ville est un enfer / Trouble fête (Philips)
- 1982 : Shakin' with Linda / Dog Walk (Epic Records)
- 1983 : M.A.U.R.E.E.N. / Legendary Lovers (Epic Records)
- 1984 : Mon cœur bat encore / Down at Lulu's (Epic Records)
- 1984 : Secrets (version française) / Secrets (version anglaise) (Epic Records)
- 1986 : Back On My Mind
- 1989 : Something Magic / Goodbye Little Rich Girl (Mix It)
- 1994 : End of the Gang

## Filmographie
- 1979 : La Brune et moi de Philippe Puicouyoul
- 2004 : Les Années électriques, documentaire d'Agnès Poirier

## Membres

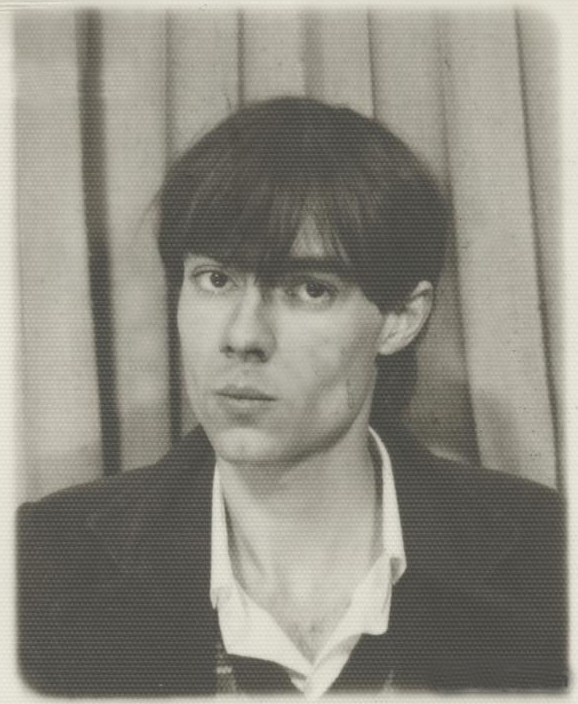
Dominique Laboubée circa 1979

- Dominique Laboubée - chant, guitare (1973-2002)
- Paul Péchenart - guitare, chant (1973-1975)
- Jean-Yves Garin - guitare, chant (1977-1978)
- Antoine Masy-Perier - guitare, chant (1981-1992)
- Laurent Ciron - guitare, chant (1996-2002)
- François Camuzeaux - basse (1973-1975)
- Hugues Urvoy de Portzamparc - basse, chant (1976-1987)
- Christian Rosset - basse, chant (1988-2002)
- Michel Gross - batterie (1973-1987)
- Bruno Lefaivre - batterie (1988-2002)
- Gene Clarksville - clavier (1988-1992)